# Rubén Miño
Rubén Miño Peralta (Cornellá de Llobregat, Barcelona, 18 de enero de 1989) es un futbolista español. Juega como portero y milita en la U. E. Cornellà de la Tercera Federación.

## Trayectoria

### Inicios
Miño comenzó a jugar en su localidad natal, en las categorías inferiores de la U. E. Cornellà, hasta que con once años se incorporó al fútbol base del F. C. Barcelona. Siguió su formación en el club azulgrana, exceptuando dos cursos en los que regresó como cedido a Cornellá para volver al F. C. Barcelona en edad juvenil. La temporada 2007-08 fue el guardameta titular del Juvenil A barcelonista, con el que fue subcampeón de la Copa del Rey de Juveniles.

### F. C. Barcelona "B"
La siguiente campaña pasó al filial, donde desbancó a Oier Olazábal como guardameta titular, sumando un total de 29 partidos en Segunda División B. Esa misma temporada fue inscrito como portero suplente del primer equipo para la Liga de Campeones, en la que los azulgrana lograron el título. Tuvo una participación testimonial en el torneo, al ser convocado únicamente para un encuentro, de la fase previa, ante el Wisła Cracovia.
La temporada 2009-10 alternó la portería del F. C. Barcelona "B" con Oier Olazábal|Oier, participando en un total de 19 encuentros y logrando el ascenso a Segunda División A. Esa misma campaña Pep Guardiola le eligió como segundo portero suplente del primer equipo para participar en la Copa Mundial de Clubes, que los azulgrana conquistaron en los Emiratos Árabes. El verano de 2010 realizó la pretemporada con el primer equipo, participando en varios encuentros amistosos. El 14 de agosto de 2010 jugó su primer partido oficial vistiendo la camiseta del F.C Barcelona, jugando la ida de la Supercopa de España contra el Sevilla F. C., partido que el conjunto azulgrana perdió por 3-1, pero que una semana después remontarían con un resultado de 4-0.

### R. C. D. Mallorca
El verano de 2012 firmó por R. C. D. Mallorca como agente libre hasta 2016. Hizo su debut en la competición el 18 de enero de 2013, jugando 30 minutos en la derrota 2-3 ante el R. C. D. Espanyol después de entrar sustituyendo al lesionado Dudu Aouate. A final de temporada el equipo bermellón acabó descendiendo a Segunda División. Comenzó la temporada siguiente siendo el portero titular, pero a falta de tres jornadas para finalizar el campeonato, y con el equipo al borde del descenso hacia Segunda División B, acabó volviendo al banquillo, ya que Dudu Aouate recuperó la titularidad de la portería salvando a su equipo de un nuevo descenso.

### Entre España y el extranjero
El 2 de julio de 2015 se hizo oficial su contratación por el Real Oviedo. Tras una temporada en el conjunto asturiano probó fortuna fuera de España firmando por el AEK Larnaca chipriota. Antes de acabar el año 2017 regresó al fútbol español de la mano del Albacete Balompié. Posteriormente tuvo otra experiencia en Rumania con el CSM Politehnica Iași.

### Vuelta a España
El 13 de agosto de 2019 se anunció su fichaje por la U. D. Logroñés, equipo con el que logró ascender a Segunda División.
El 10 de agosto de 2021 fichó por el C. F. Talavera de la Reina. Dejó el equipo al finalizar la temporada y, tras varios meses sin equipo, en febrero de 2023 se unió al Algeciras C. F. Allí completó la campaña y en el mes de agosto regresó a la U. E. Cornellà.

## Selección nacional
Fue internacional con la selección sub-21 de España llegando a conquistar el título europeo de la categoría en 2011. Aunque no llegó disputar ningún minuto durante el torneo, puesto que la titularidad absoluta fue para David de Gea.

## Clubes
| Club                       | País    | Año       |
| -------------------------- | ------- | --------- |
| F. C. Barcelona "B"        | España  | 2008-2012 |
| R. C. D. Mallorca          | España  | 2012-2015 |
| Real Oviedo                | España  | 2015-2016 |
| AEK Larnaca                | Chipre  | 2016-2017 |
| Albacete Balompié          | España  | 2017-2018 |
| CSM Politehnica Iași       | Rumania | 2019      |
| U. D. Logroñés             | España  | 2019-2021 |
| C. F. Talavera de la Reina | España  | 2021-2022 |
| Algeciras C. F.            | España  | 2023      |
| U. E. Cornellà             | España  | 2023-     |

## Palmarés

### Títulos nacionales
| Título              | Club            | País   | Año  |
| ------------------- | --------------- | ------ | ---- |
| Supercopa de España | F. C. Barcelona | España | 2010 |

### Títulos internacionales
| Título                 | Club (*)           | País      | Año  |
| ---------------------- | ------------------ | --------- | ---- |
| Copa Mundial de Clubes | F. C. Barcelona    | EAU       | 2009 |
| Eurocopa Sub-21        | Selección española | Dinamarca | 2011 |

(*) Incluyendo la selección.